# Naohiro Ishikawa
Naohiro Ishikawa (石川 直宏?, Ishikawa Naohiro; Yokosuka, 12 maggio 1981) è un ex calciatore giapponese, di ruolo centrocampista.

## Statistiche

### Cronologia presenze e reti in nazionale
| Cronologia completa delle presenze e delle reti in nazionale ― Giappone olimpica | Cronologia completa delle presenze e delle reti in nazionale ― Giappone olimpica | Cronologia completa delle presenze e delle reti in nazionale ― Giappone olimpica | Cronologia completa delle presenze e delle reti in nazionale ― Giappone olimpica | Cronologia completa delle presenze e delle reti in nazionale ― Giappone olimpica | Cronologia completa delle presenze e delle reti in nazionale ― Giappone olimpica | Cronologia completa delle presenze e delle reti in nazionale ― Giappone olimpica | Cronologia completa delle presenze e delle reti in nazionale ― Giappone olimpica |
| Data                                                                             | Città                                                                            | In casa                                                                          | Risultato                                                                        | Ospiti                                                                           | Competizione                                                                     | Reti                                                                             | Note                                                                             |
| -------------------------------------------------------------------------------- | -------------------------------------------------------------------------------- | -------------------------------------------------------------------------------- | -------------------------------------------------------------------------------- | -------------------------------------------------------------------------------- | -------------------------------------------------------------------------------- | -------------------------------------------------------------------------------- | -------------------------------------------------------------------------------- |
| 18-8-2004                                                                        | Volos                                                                            | Giappone olimpica                                                                | 1 – 0                                                                            | Ghana olimpica                                                                   | Olimpiadi 2004 - 1º turno                                                        | -                                                                                | 62’                                                                              |
| Totale                                                                           |                                                                                  | Presenze                                                                         | 1                                                                                |                                                                                  | Reti                                                                             | 0                                                                                |                                                                                  |

## Palmarès

### Club
- Coppa J. League

FC Tokyo: 2004
- J2 League

FC Tokyo: 2011
- Coppa dell'Imperatore

FC Tokyo: 2011

### Nazionale
- Giochi asiatici: 1

2002

### Individuale
- Premio Fair-Play del campionato giapponese: 1

2003